# Sylvie Wieviorka
Sylvie Wieviorka (Paris, 3 de fevereiro de 1950) é uma psiquiatra, acadêmica e política francesa.

## Família
Wieviorka é irmã da historiadora Annette Wieviorka, do sociólogo Michel Wieviorka e do historiador Olivier Wieviorka. Seus avós paternos, que eram judeus poloneses, foram presos em Nice durante a Segunda Guerra Mundial e assassinados em Auschwitz. Seu avô, Wolf Wiewiorka, nasceu em 10 de março de 1896, em Minsk, Belarus. Sua avó, Rosa Wiewiorka, nascida Feldman, nasceu em 10 de agosto de 1897, em Siedlce, Polônia. Seu último endereço em Nice foi na rua Reine Jeanne, número 16. Eles foram deportados no comboio nº 61, datado de 28 de outubro de 1943, do campo de internamento de Drancy para Auschwitz. Eles foram detidos anteriormente no Campo de Beaune-la-Rolande. Seu pai, um refugiado na Suíça, e sua mãe, uma refugiada em Grenoble, sobreviveram à guerra.

## Carreira médica e acadêmica
Wieviorka é psiquiatra e diretora médica de um centro de tratamento de dependência química em Paris. Ela é autora de vários livros e inúmeros artigos sobre dependência química e leciona na Universidade de Paris VIII. Ela é casada com Alain Geismar, que foi líder do movimento de Maio de 1968 e conselheiro do prefeito de Paris, Bertrand Delanoë.

## Histórico político
Em sua juventude, Wieviorka foi ativa em vários movimentos de esquerda neo-comunistas, incluindo movimentos maoístas. Em 1997, ela se juntou ao Partido Socialista da França (PS). Ela havia participado da comissão "drogas" do PS desde 1995 e passou vários anos depois como delegada nacional do partido para drogas e dependência química.
Em 2001, ela foi diretora de campanha de Pierre Schapira, que liderou a lista "change d'ère" para o segundo arrondissement de Paris durante a campanha municipal de 2001, e se tornou o primeiro vice-prefeito.
Em 2001, Wieviorka tornou-se Secretária da seção do Partido Socialista do 2º arrondissement de Paris, posição para a qual foi reeleita duas vezes, em 2002 e 2005. Em seguida, juntou-se ao Conselho Federal, ao Escritório Federal e ao Secretariado Federal do PS parisiense. Em 2005, ela liderou o partido na federação parisiense e conduziu os socialistas parisienses através da eleição municipal de 2008.
Wieviorka foi designada como líder da lista para as eleições municipais de 2008 no segundo arrondissement, um passo à frente de Bertrand Delanoë. Essa lista venceu o primeiro turno das eleições (32%), seguida pela lista do prefeito verde em exercício. Em virtude de um acordo entre o Partido Socialista e os Verdes, a lista do PS fundiu-se com a do candidato verde Jacques Boutault, deixando a liderança da lista para este último. A lista combinada obteve 68,34% dos votos no segundo turno. Ela tornou-se conselheira regional em maio de 2008, após a renúncia de um conselheiro regional, e em novembro de 2008, co-hospedou a moção D para o Congresso de Reims, apoiada por Laurent Fabius, Martine Aubry e pelo diretor-gerente do FMI, Dominique Strauss-Kahn.
Wieviorka permaneceria como vice-prefeita até as eleições municipais de 2014.